# 拟高粱
拟高粱（学名：Sorghum propinquum）为禾本科高粱属下的一个种。

## 扩展阅读
- 維基物種上的相關：拟高粱